# Fermi Gamma-ray Space Telescope

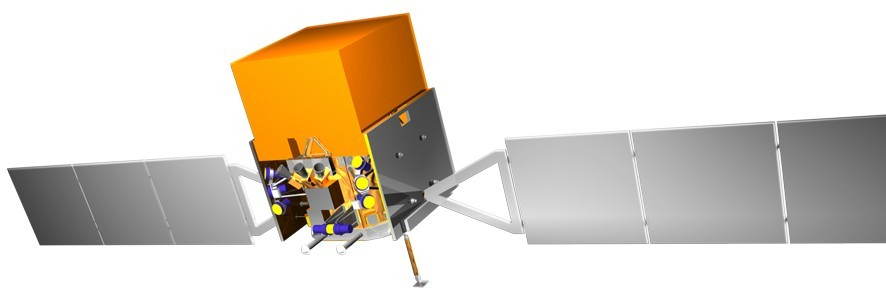
Artist's conception of Fermi in orbit

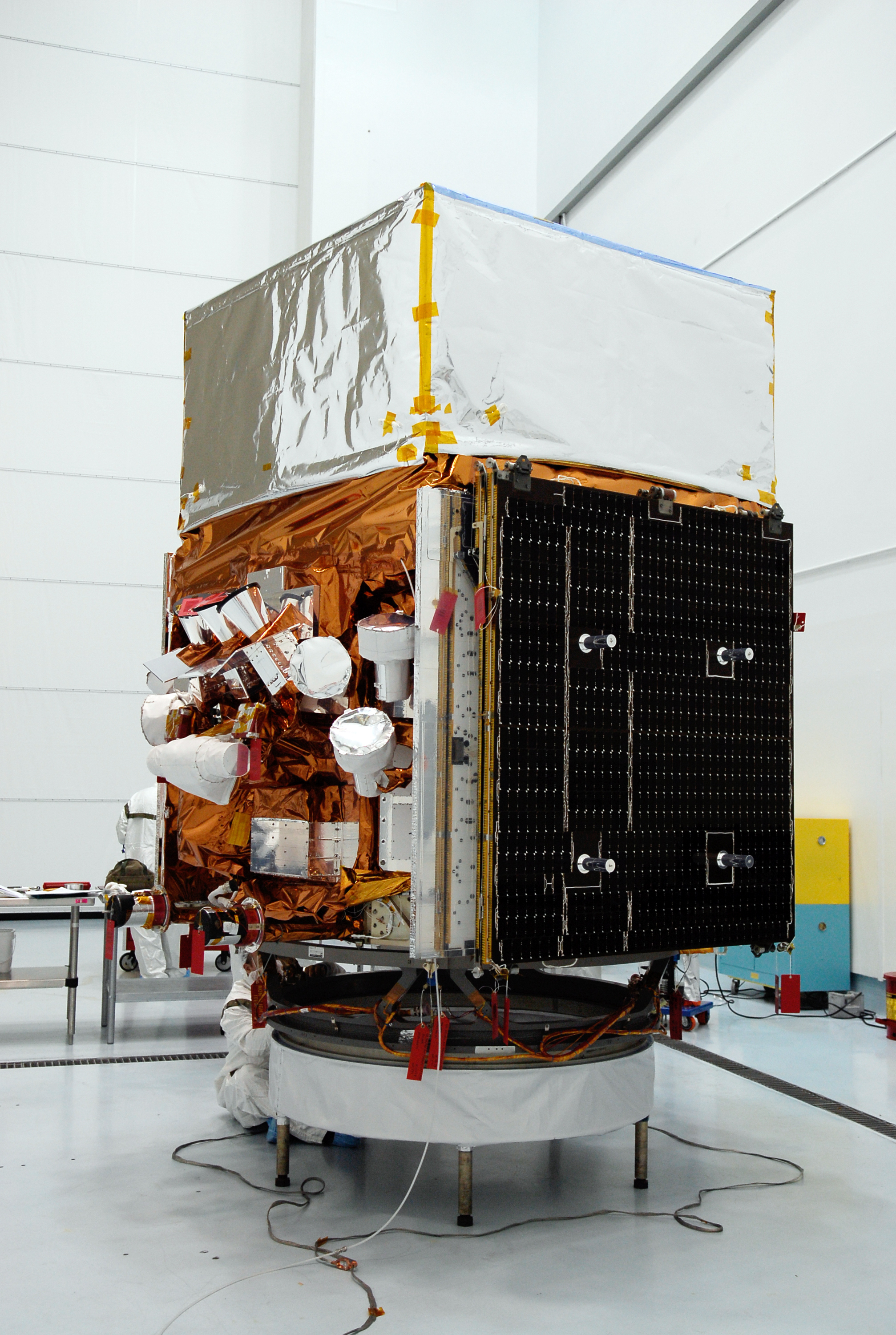
Fermi Gamma-ray Space Telescope

O telescópio espacial Fermi de raios gama em inglês: Fermi Gamma-ray Space Telescope; sigla: FGST, anteriormente chamado Gamma-ray Large Area Space Telescope (GLAST), é um telescópio espacial de raios gama, designado a explorar a energia do universo. O GLAST foi lançado em 11 de Junho de 2008. Ele estudará fenômenos astrofísicos e cosmológicos nos núcleos das galáxias, pulsares e outras fontes de alta energia,e também matéria escura.
GLAST é uma cooperação entre NASA e o Departamento Estadunidense de Energia, incluindo algum suporte de outras organizações internacionais. Seu lançamento foi em 11 de Junho de 2008 em um foguete Delta-7920H-10C.
Em 2013, o telescópio espacial avistou a assinatura reveladora de decaimento de píons nos remanescentes de duas supernovas.